# Палумбо, Долорес
Долорес Палумбо (итал. Dolores Palumbo; 14 июня 1912 — 30 января 1984) — итальянская актриса.

## Биография
Родилась в Неаполе в семье театральных актеров, Палумбо дебютировала в 1930 году с небольшой ролью в «La bella trovata». Позже вошла в сценическую труппу Нино Таранто, с которым она снялась в ряде успешных ревю. В 1945 году она присоединилась к театральной труппе Эдуардо де Филиппо и была критически оценена за свое выступление в комедийной пьесе «Napoli milionaria». Два года спустя она вернулась в труппу Нино Таранто до 1950-х годов, а затем, в 1955 году, снова работала с Эдуардо де Филиппо, который пригласил ее в свою труппу, чтобы заменить свою сестру Титину. Палумбо также очень активно снималась в фильмах, в основном комедийного жанра.